# Sylda
Sylda là một đô thị ở huyện Mansfeld-Südharz, Saxony-Anhalt, nước Đức. Đô thị Sylda có diện tích 9,33 km².